# Fred Dorvil
Fred Dorvil (* 12. Oktober 1995 in Providenciales) ist ein Fußballspieler von den Turks- und Caicosinseln.

## Karriere

### Verein
In der Saison 2012 wurde Dorvil mit elf Toren Torschützenkönig der Provo Premier League. 2013 spielte er für kurze Zeit für die Mannschaft des Western Texas College, seit 2016 spielt er für  den Full Physic FC.

### Nationalmannschaft
Für die Nationalmannschaft der Turks- und Caicosinseln gab Dorvil sein Debüt  am 30. Mai 2014 bei der Qualifikation zum Gold Cup 2015 gegen Aruba. 
Bei der Qualifikation zu der WM 2018 wurde er jeweils im Hin- und Rückspiel gegen die Nationalmannschaft von St. Kitts und Nevis eingewechselt. Beide Begegnungen verloren die Turks- und Caicosinseln mit 2:6.

## Erfolge

### Individuell
- Torschützenkönig der Provo Premier League: (1)
  - 2012 (mit AFC Academy) (11 Tore)